# Neodolichomitra
Neodolichomitra là một chi rêu trong họ Hylocomiaceae.